# Composizioni di Aleksandr Porfir'evič Borodin

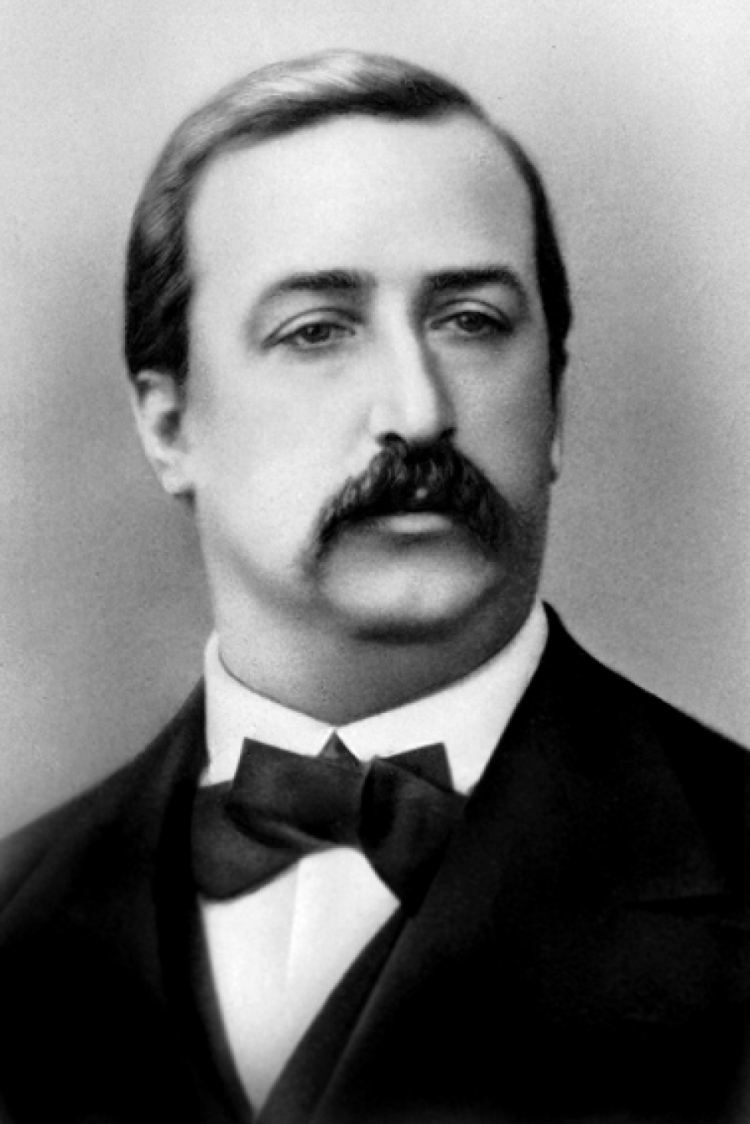
Borodin nel 1865.

Lista delle composizioni di Aleksandr Porfir'evič Borodin (1833-1887), ordinate per genere.

## Opere liriche
| Titolo                 | Periodo | Libretto                                                       | Note |
| ---------------------- | ------- | -------------------------------------------------------------- | --- |
| La fidanzata dello Zar | 1867-68 | Lev Mej                                                        | Abbozzi, perduta. |
| Il principe Igor'      | 1869-87 | Aleksandr Borodin, sulla base del Canto della schiera di Igor' | Opera incompiuta in un prologo e quattro atti, completata ed orchestrata da Nikolaj Rimskij-Korsakov e Aleksandr Glazunov.                                                                                                  |
| Mlada, atto IV         | 1872    | Viktor Krylov                                                  | Parte di un'opera-ballet collettiva di Aleksandr Borodin, Cezar' Kjui, Modest Musorgskij, Nikolaj Rimskij-Korsakov e Ludwig Minkus.                                                                                         |
| Bogatyri               | 1878    | Viktor Krylov                                                  | Opera farsa in cinque scene. Circa un quarto della musica è di Borodin, il resto è basato su musiche di Gioachino Rossini, Giacomo Meyerbeer, Jacques Offenbach, Aleksandr Serov, Giuseppe Verdi, orchestrata da E. Merten. |

## Opere orchestrali
| Titolo                                           | Periodo | Note |
| ------------------------------------------------ | ------- | --- |
| Concerto per flauto e pianoforte in re maggiore  | 1847    | Perduto. |
| Sinfonia n. 1 in mi bemolle maggiore             | 1862-67 | Anche in arrangiamento per pianoforte a quattro mani. |
| Sinfonia n. 2 in si minore                       | 1869-76 | Anche in arrangiamento per pianoforte a quattro mani. La partitura orchestrale venne leggermente rivista da Rimskij-Korsakov e Glazunov in occasione della sua pubblicazione nel 1887. |
| Nelle steppe dell'Asia centrale, poema sinfonico | 1880    | Anche in arrangiamento per pianoforte a quattro mani. |
| Sinfonia n. 3 in la minore                       | 1886-87 | Solo i primi due movimenti, completata ed orchestrata da Glazunov. |

## Musica da camera
| Titolo                                                                    | Periodo | Note |
| ------------------------------------------------------------------------- | ------- | --- |
| Trio per due violini e violoncello                                        | 1847    | Su un tema di Roberto il diavolo di Meyerbeer, perduto.                                                                                        |
| Trio per pianoforte                                                       | 1850-60 | Solo tre movimenti, l'ultimo è perduto. |
| Quartetto per flauto, oboe, viola e violoncello                           | 1852-56 | Basato su una sonata di Franz Joseph Haydn. |
| Trio per due violini e violoncello in sol maggiore                        | (?)     | Completati solo i primi due movimenti. |
| Trio per due violini e violoncello in sol minore                          | 1854-55 | Solo un movimento (Andantino). Basato sulla canzone popolare russa Чем тебя я огорчила (Che ho fatto per addolorarti).                         |
| Quintetto per archi in fa minore per due violini, viola e due violoncelli | 1859-60 | La coda del finale fu completata da Orest Evlachov (1960). Il terzo movimento Allegretto venne anche arrangiato per pianoforte a quattro mani. |
| Sestetto per archi in re minore                                           | 1860-61 | Solo due movimenti superstiti, il terzo e quarto sono perduti.                                                                                 |
| Sonata in si minore per violoncello e pianoforte                          | 1860    | Basata sulla fuga della sonata per violino n. 1 in sol minore BWV 1001 di Johann Sebastian Bach.                                               |
| Trio per violino, violoncello e pianoforte in re maggiore                 | 1860-61 | Il quarto movimento è perduto. |
| Quintetto per pianoforte in do minore                                     | 1862    | |
| Quartetto per archi n. 1 in la maggiore                                   | 1874-79 | Anche in arrangiamento per pianoforte a quattro mani.                                                                                          |
| Quartetto per archi n. 2 in re maggiore                                   | 1881    | |
| Scherzo per quartetto d'archi                                             | 1882    | Dalla raccolta di Mitrofan Beljaev I venerdì. Fu utilizzato da Glazunov per completare la terza sinfonia di Borodin.                           |
| Serenata alla spagnola per quartetto d'archi                              | 1886    | Dal quartetto collettivo "Si-La-Fa" di Borodin, Rimskij-Korsakov, Glazunov e Ljadov.                                                           |

## Opere per pianoforte
| Titolo                                  | Periodo | Note |
| --------------------------------------- | ------- | --- |
| Hélène-Polka in re minore               | 1843-61 | Scritta nel 1843, quando il compositore aveva solo 9 anni, revisionata e trascritta per pianoforte a quattro mani nel 1861. |
| Adagio patetico in la bemolle maggiore  | 1849    | Per pianoforte a quattro mani. |
| Le Courant, studio                      | 1849    | Perduto. |
| Fantasia su un tema di Hummel           | 1849    | Perduta. |
| Fughe                                   | 1851-52 | Perdute. |
| Scherzo in si minore                    | 1852    | Perduto. |
| Scherzo in mi maggiore                  | 1861    | Per pianoforte a quattro mani. |
| Tarantella in re maggiore               | 1862    | Per pianoforte a quattro mani. |
| Fuga                                    | 1862    | Perduta. |
| Parafrasi su tema preferito e obbligato | 1874-78 | Polka, Marcia funebre, Requiem (con testo) e Mazurka; fa parte di una raccolta di pezzi di Borodin, Kjui, Ljadov e Rimskij-Korsakov. La seconda edizione include pezzi di Franz Liszt e Nikolaj Ščerbačov. Per pianoforte a tre mani. |
| Petite suite                            | 1878-85 | Fu orchestrata da Glazunov assieme allo Scherzo in la bemolle maggiore |
| Scherzo in la bemolle maggiore          | 1885    | Fu arrangiato per pianoforte e quattro mani da Théodore Jadoul, a cui era stato dedicato. Fu incluso da Glazunov nell'orchestrazione della Petite suite come ultimo movimento.                                                        |

## Canzoni
Le composizioni sono per voce e pianoforte, se non diversamente indicato.
| Titolo                                                                            | Periodo | Testo                               | Note                                                                                     |
| --------------------------------------------------------------------------------- | ------- | ----------------------------------- | ---------------------------------------------------------------------------------------- |
| Что ты рано, зоренька (Che tu presto, aurora)                                     | 1852-55 | Sergej Solov'ëv                     |                                                                                          |
| Разлюбила красна девица (La bella ragazza non mi ama più)                         | 1853-55 | Aleksandr Vinogradov                | Per voce, violoncello e pianoforte.                                                      |
| Слушайте, подруженьки, песенку мою (Ascoltate, amiche, la mia canzone)            | 1853-55 | E. von Kruse                        | Per voce, violoncello e pianoforte.                                                      |
| Красавица рыбачка! (Bella pescatrice!)                                            | 1854-55 | Heinrich Heine                      | Per voce, violoncello e pianoforte. Titolo originale tedesco: Du schönes Fischermädchen. |
| Спящая княжна (La principessa addormentata)                                       | 1867    | Aleksandr Borodin                   | Fu anche orchestrata da Rimskij-Korsakov.                                                |
| Отравой полны мои песни (I miei canti son pieni di veleno)                        | 1868    | Heinrich Heine                      | Titolo originale tedesco: Vergiftet sind meine Lieder.                                   |
| Морская царевна (La principessa del mare)                                         | 1868    | Aleksandr Borodin                   |                                                                                          |
| Песня темного леса (Старая песня) (La canzone del bosco oscuro (Vecchia canzone)) | 1868    | Aleksandr Borodin                   | Anche arrangiata da Glazunov per due parti di coro maschile e orchestra (1873).          |
| Фальшивая нота (La nota falsa)                                                    | 1868    | Aleksandr Borodin                   |                                                                                          |
| Mope (Il mare)                                                                    | 1870    | Aleksandr Borodin                   | Orchestrata dal compositore (1884) e da Rimskij-Korsakov (1896).                         |
| Из слез моих (Dalle mie lacrime)                                                  | 1870    | Heinrich Heine                      | Titolo originale tedesco: Aus meinen Tränen.                                             |
| Для берегов отчизны дальной (Per le rive della patria lontana)                    | 1881    | Aleksandr Puškin                    | Anche orchestrata da Glazunov (1912).                                                    |
| У людей-то в дому (A casa di alcuni)                                              | 1881    | Nikolaj Nekrasov                    |                                                                                          |
| Арабская мелодия (Melodia araba)                                                  | 1881    | Aleksandr Borodin                   |                                                                                          |
| Спесь (Boria)                                                                     | 1884-85 | Aleksej Tolstoj                     |                                                                                          |
| Чудный сад (Il giardino magico)                                                   | 1885    | Aleksandr Borodin da Georges Collen | Titolo originale francese: Septain.                                                      |

## Altre opere vocali
| Titolo                                                                                              | Periodo | Testo             | Note                                  |
| --------------------------------------------------------------------------------------------------- | ------- | ----------------- | ------------------------------------- |
| Serenata di quattro cavalieri per una donna, quartetto comico per due tenori e due bassi a cappella | 1870    | Aleksandr Borodin |                                       |
| Слава Кириллу и Мефодию (Gloria a Cirillo e Metodio), per coro maschile a cappella                  | 1885    | Aleksandr Borodin | Incompiuto, completato da Pavel Lamm. |